# Kurt Fränkel
Kurt Fränkel (ur. 20 lutego 1876 w Prudniku, zm. 30 listopada 1927 tamże) – niemiecki przemysłowiec pochodzenia żydowskiego, filantrop, doktor nauk chemicznych.

## Życiorys
Kurt Fränkel pochodził z rodziny żydowskich fabrykantów. Był najmłodszym potomkiem Alberta i Emilie Fränklów (dwoje starszych dzieci Hentschel Gustav i Luisa zmarli niedługo po urodzeniu). W kwietniu 1895, po dziewięciu latach nauki, ukończył Królewskie Katolickie Gimnazjum w Prudniku (ob. I Liceum Ogólnokształcące). Kontynuował edukację na zachodnioeuropejskich uczelniach, zdobywając tytuł doktora w dziedzinie nauk chemicznych.
Powrócił do Prudnika, w 1907 wszedł do zarządu rodzinnej firmy S. Fränkel (późniejsze ZPB „Frotex”), którą kierował wspólnie z kuzynami Ernstem Fränklem i Hansem Pinkusem. Około tego roku poślubił pochodzącą z Hanoweru córkę bankiera Renę Sarę Meyer (1890–1968). Jej ojciec Siegmund posiadał tamże założone w 1797 roku przedsiębiorstwo Ephraim Meyer und Sohn Bank. Małżeństwo miało dwoje dzieci, syna Petera (1914–1948) oraz córkę Susanne (1921–1992). Uczestniczył w I wojnie światowej w randze oficera. Doznał wówczas zatrucia gazem musztardowym, co w kolejnych latach skutkowało poważnymi schorzeniami. Został odznaczony Krzyżem Żelaznym oraz Bawarskim Orderem Zasługi Wojskowej.

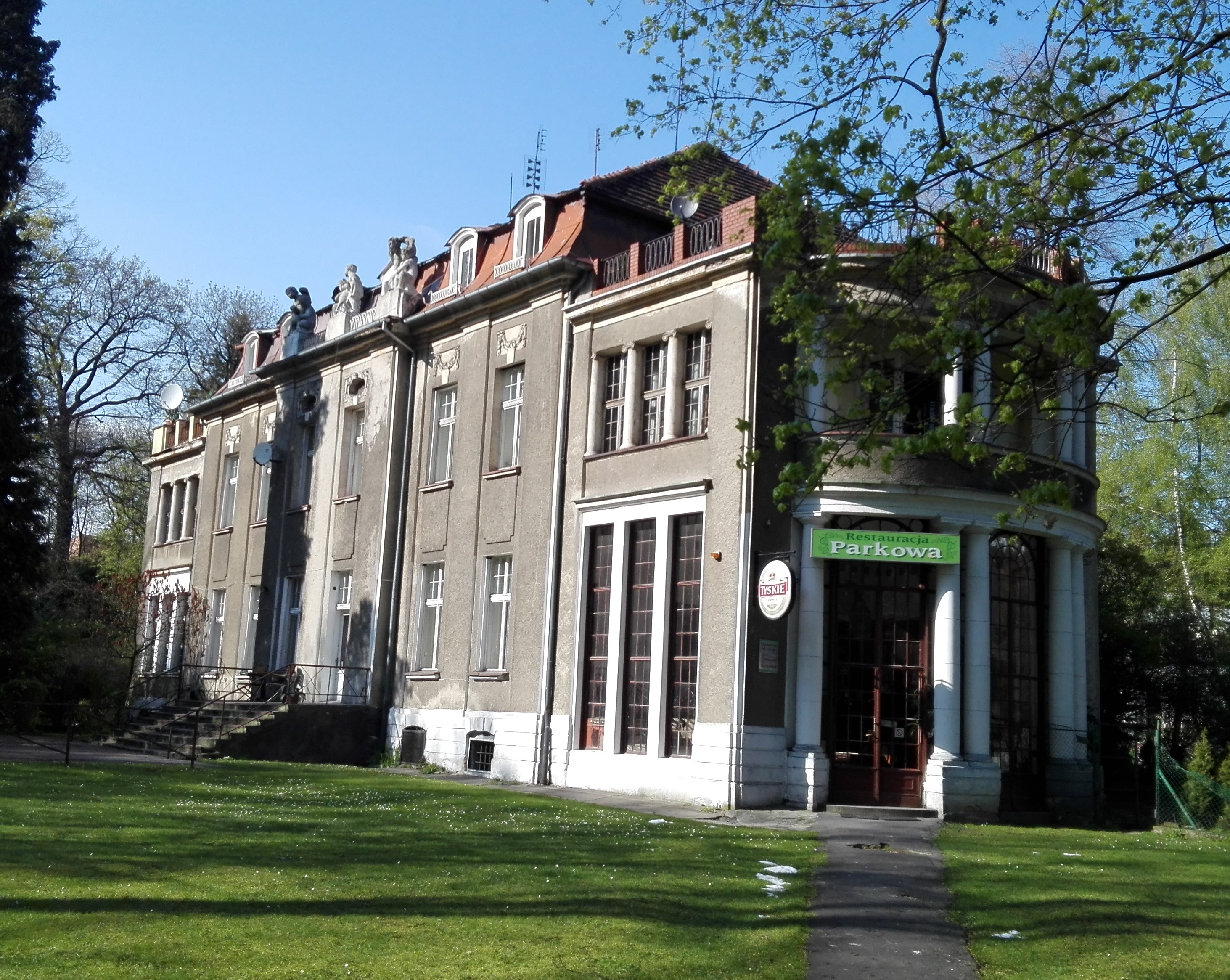
Willa przy ul. Parkowej 2

Odziedziczył po swoim ojcu willę koło Parku Miejskiego, przy ul. Parkowej 2. Wspierał finansowo gimnazjum w Prudniku, tworząc fundację Kurt-Fränkel-Stiftung. Zgromadzone w jej ramach środki przekazywane były studiującym absolwentom tej placówki. Sfinansował on także prąd elektryczny niezbędny do prowadzenia eksperymentów na lekcjach fizyki. W 1922 jego udział w firmie S. Fränkel wynosił 3 286 107,99 marek. W 1923, po przejściu na emeryturę Maxa Pinkusa, Kurt Fränkel zapoczątkował reorganizację działalności firmy. Zadania tego jednak nie dokończył, zmarł 30 listopada 1927 w wieku 51 lat. Został pochowany na cmentarzu żydowskim w Prudniku.